# Luise Wieland
Luise Wieland (* 25. Mai 1909 in Hamm, Westfalen; † 16. März 1965) war eine deutsche Politikerin der SPD.

## Ausbildung und Beruf
Nach dem Besuch der Volksschule sowie der Höheren Schule arbeitete Luise Wieland bis 1933 als Kontoristin und Sekretärin. Danach war sie Hausfrau. Sie war von 1927 bis 1933 Mitglied des Zentralverbandes der Angestellten.

## Politik
Luise Wieland war ab 1927 Mitglied der SPD. Sie fungierte als stellvertretende Vorsitzende des SPD-Unterbezirks Hamm-Unna und Mitglied des Bezirksfrauenausschusses Westliches Westfalen der SPD. Sie war Leiterin der Frauengruppe des Bezirks Hamm der SPD. Ab 1956 war sie auch Mitglied des Kreistags Beckum. Wieland war Mitglied der Arbeiterwohlfahrt. 
Luise Wieland war vom 9. Dezember 1958 bis zu ihrem Tode am 16. März 1965 Mitglied des Landtages von Nordrhein-Westfalen. In den 4. Landtag rückte sie nach. In den 5. Landtag zog sie über die Landesliste ein.